# Sanctuaire Saint-Christ-d'Esquipulas de Santa Cruz
Le sanctuaire Saint-Christ-d’Esquipulas est une église située à Santa Cruz au Costa Rica, que l’Église catholique rattache au diocèse de Tilarán-Liberia. La Conférence épiscopale du Costa Rica l’a désigné sanctuaire national, le 15 janvier 2002.